# Delosperma expersum
Delosperma expersum là một loài thực vật có hoa trong họ Phiên hạnh. Loài này được (N.E.Br.) L.Bolus mô tả khoa học đầu tiên năm 1950.